# Beckmann (Familienname)
Beckmann ist ein deutscher Familienname.

## Namensträger

### A
- Adele Beckmann (1816–1885), italienische Sängerin (Sopran) und Tänzerin
- Adolf Beckmann (1859–1925), deutscher Mathematiker, Statistiker und Versicherungsmanager
- Albert Beckmann (1833–1922), deutscher Textilfabrikant und Politiker, MdR
- Alexander Beckmann (* 1955), deutscher Diplomat
- Alfred Beckmann (Generalmajor) (1877–1946), deutscher Generalmajor
- Alfred Beckmann (Unternehmer) (1903–1939), deutscher Unternehmer
- Alfred Beckmann (Theologe) (* 1932), deutscher Theologe
- Annemarie Matusche-Beckmann, deutsche Rechtswissenschaftlerin
- Astrid Beckmann (* 1957), deutsche Mathematikerin, Physikerin und Hochschullehrerin
- August Beckmann (1852–1914), deutscher Politiker und Landrat
- Axel Beckmann (1920–1995), deutscher Physiologe

### B
- Barthold Beckmann (1549–1622), deutscher Politiker, Bürgermeister von Hamburg
- Bernhard Beckmann (Germanist) (1896–nach 1961), deutscher Germanist und Hochschullehrer
- Bernhard Beckmann (Archäologe) (1925–2011), deutscher Archäologe
- Bernhard Ludwig Beckmann (auch Bernhard Ludwig Bekmann; 1694–1760), deutscher Pädagoge
- Bertha Wehnert-Beckmann (1815–1901), deutsche Fotografin
- Burchard Beckmann (vor 1486–1545), deutscher Politiker, Bürgermeister von Greifswald

### C
- Carl Beckmann (Schauspieler) (?–1882), deutscher Schauspieler
- Carl Günther Beckmann (1929–2015), deutscher Ingenieur, Architekt und Möbelunternehmer
- Carl Heinrich Beckmann (1799–1871), deutscher Gutsbesitzer, MdL Kurhessen
- Carl Ludwig Beckmann (auch Karl Ludwig Beckmann; 1845–1898), deutscher Apotheker und Botaniker
- Christian Beckmann (Theologe, 1569) (auch Christian Becmann; 1569–1606), deutscher Theologe und Pädagoge
- Christian Beckmann (1580–1648), deutscher Theologe, Superintendent und Philologe, siehe Christian Becmann
- Christian Beckmann (Politiker) (* 1943), deutscher Politiker (CDU)
- Christian Beckmann (Neurowissenschaftler), Neurowissenschaftler
- Christian Beckmann (Footballspieler) (* 1977), deutscher American-Football-Spieler
- Christian Beckmann (Rechtswissenschaftler) (* 1984), deutscher Rechtswissenschaftler
- Christof Beckmann (Heimatforscher) (* 1960), deutscher Heimatforscher
- Christof Beckmann (Erziehungswissenschaftler) (* 1970), deutscher Erziehungswissenschaftler und Hochschullehrer
- Christoph Beckmann (* 1975), deutscher Wirtschaftsingenieur und Manager
- Christopher Beckmann (* 1986), US-amerikanischer Skirennläufer
- Conrad Beckmann (Maler) (1846–1902), auch: Konrad Beckmann, deutscher Maler und Illustrator
- Conrad Beckmann (Politiker) (1900–1950), deutscher Politiker, Mitglied des ernannten Niedersächsischen Landtages
- Curt Beckmann (1901–1970), deutscher Bildhauer

### D
- Daniel Beckmann (* 1980), deutscher Organist
- David Beckmann (* 2000), deutscher Automobilrennfahrer
- Detlev Beckmann (* 1949), deutscher Leichtathlet
- Dieter Beckmann (1937–2012), deutscher Psychologe
- Dieter Beckmann (Physiker) (* 1956), deutscher Physiker, Direktor des iba und Hochschullehrer

### E
- Eberhard Beckmann (1905–1962), deutscher Rundfunkintendant
- Edith Beckmann (* 1928), deutsche Schmuckgestalterin und Collagistin
- Emmy Beckmann (1880–1967), deutsche Politikerin (DDP, FDP)
- Erich Beckmann (Theologe) (1700–1749), schwedischer Theologe, Pfarrer und Propst
- Erich Beckmann (Techniker) (1874–1945), deutscher Fernmeldetechniker und Hochschullehrer
- Erich Beckmann (Kunsthändler) (1907–??), deutscher Kunst- und Antiquitätenhändler, siehe Franz Beckmann (Klempnerei) #Erich Beckmann
- Erich Beckmann (Schriftsteller) (* 1921), deutscher Schriftsteller und Lyriker
- Ernst Beckmann (Theologe) (1804–1862), deutscher Theologe
- Ernst Beckmann (Chemiker) (1853–1923), deutscher Chemiker
- Ernst Beckmann (Verwaltungsjurist) (1893–1957), deutscher Verwaltungsjurist
- Eunice Beckmann (* 1992), deutsche Fußballspielerin

### F
- Francisco Beckmann (1883–1963), niederländischer Ordensgeistlicher, Erzbischof von Panama
- Frank Beckmann (* 1965), deutscher Journalist
- Franz Beckmann (Historiker) (Franz B. Beckmann; Franciscus Beckmann; 1810–1868), deutscher Geschichtswissenschaftler, Altphilologe und Gymnasialprofessor
- Franz Beckmann (Fabrikant) (1866–1945), deutscher Fabrikant
- Franz Beckmann (Philologe) (1895–1966), deutscher Klassischer Philologe
- Franz von Benda-Beckmann (1941–2013), deutscher Rechtswissenschaftler
- Franz Johannes Beckmann (1857–1934), deutscher Handelsgärtner, Redakteur und Verbandsfunktionär, siehe Johannes Beckmann (Gärtner)
- Friedel Beckmann (1901–1983), deutsche Sängerin
- Friedrich Beckmann (Theologe, 1624) (1624–1667), deutscher Theologe
- Friedrich Beckmann (Schauspieler, 1801) (1801–1874), deutscher Schauspieler und Komiker
- Friedrich Beckmann (Schauspieler, 1803) (1803–1866), deutscher Schauspieler und Komiker
- Fritz Beckmann (Unternehmer) (1850–1918), deutscher Kaufmann und Kammerfunktionär
- Fritz Beckmann (Schauspieler) (1867–1933), deutscher Schauspieler
- Fritz Beckmann (Wirtschaftswissenschaftler) (1888–1954), deutscher Wirtschaftswissenschaftler, Unternehmer und Politiker (CDU)
- Fritz Beckmann (Architekt) (1900–1972), Schweizer Architekt

### G
- Gerhard Beckmann (Jurist) (1893–1976), deutscher Jurist und Richter
- Gerhard Beckmann (Publizist) (* 1938), deutscher Publizist und Verleger
- Gerhard Beckmann (Agrarwissenschaftler) (1948–2015), deutscher Agrarwissenschaftler und Kammerfunktionär
- Georg Beckmann (1868–1939), deutscher Politiker (SPD, USPD)
- Gero Theo Beckmann (* 1962), deutscher Tierarzt
- Gudrun Beckmann (* 1955), deutsche Schwimmerin
- Gustav Beckmann (Historiker) (1864–1928), deutscher Historiker
- Gustav Beckmann (Musikdirektor) (1865–1939), deutscher Musiklehrer
- Gustav Beckmann (Musikwissenschaftler) (1883–1948), deutscher Musikwissenschaftler, Dirigent und Komponist
- Gustav Nietfeld-Beckmann (1896–1961), deutscher Politiker (NSDAP), MdR
- Gustav Adolf Beckmann (* 1931), deutscher Romanist und Hochschullehrer

### H
- Hannes Beckmann (Maler) (1909–1977), deutsch-tschechisch-amerikanischer Maler
- Hannes Beckmann (Musiker) (1950–2016), deutscher Jazzgeiger, Bandleader und Komponist
- Hans Beckmann (Maler) (1809–1882), deutscher Maler
- Hans Beckmann (Offizier) (1915–1982), deutscher Offizier
- Hans Beckmann (Politiker) (* 1959), deutscher Politiker (SPD), Staatssekretär in Rheinland-Pfalz
- Hans Fritz Beckmann (auch Fritz Beckmann; 1909–1975), deutscher Liedtexter
- Hans-Joachim Beckmann (* 1946), deutscher Politiker (SPD), MdL Niedersachsen
- Hans-Karl Beckmann (1926–2001), deutscher Erziehungswissenschaftler, Schulpädagoge und Hochschullehrer
- Harald Beckmann (* 1956), deutscher Filmemacher
- Heinrich Beckmann (Unternehmer) (1827–1908), deutscher Textilunternehmer
- Heinrich Felix Beckmann (1925–2018), deutscher Generalmajor des Heeres der Bundeswehr
- Heinz Beckmann (Theologe) (1877–1939), deutscher Theologe
- Heinz Beckmann (Journalist) (1907–1980), deutscher Redakteur, Herausgeber und Theaterkritiker
- Heinz Beckmann (Geologe) (1918–1999), deutscher Geologe und Hochschullehrer
- Helmut Beckmann (Fotograf) (1926–2007), deutscher Fotograf
- Helmut Beckmann (Mediziner) (1940–2006), deutscher Psychiater und Hochschullehrer
- Herbert Beckmann (* 1960), deutscher Schriftsteller
- Hermann Beckmann (Ingenieur) (1873–1933), deutscher Ingenieur und Erfinder
- Hermann Beckmann (Unternehmer) (1930–2017), deutscher Unternehmensgründer
- Holger Beckmann (Ingenieur) (* 1961), deutscher Ingenieur und Hochschullehrer
- Holger Beckmann (Journalist) (* 1968), deutscher Journalist und Moderator
- Hugo Beckmann (1930–2016), deutscher Heimatforscher

### I
- Irene E. Beckmann (* 1942), österreichische Bildhauerin und Malerin

### J
- Jan Peter Beckmann (* 1937), deutscher Philosoph und Hochschullehrer
- Jana Beckmann (* 1983), deutsche Sportschützin
- Jelena Alexandrowna Beckmann-Schtscherbina (Elena Beckmann-Schtscherbina; 1882–1951), russische Pianistin
- Jens Beckmann (Flottillenadmiral) (Flottillenadmiral) (* 1961), deutscher Flottillenadmiral
- Jens Beckmann (Chemiker) (* 1970), deutsch-australischer Chemiker
- Joachim Beckmann (1901–1987), deutscher Theologe und Kirchenfunktionär
- Jochen Beckmann (* 1958), deutscher Verlagsmanager
- Johann Beckmann (Politiker) (um 1575 – nach 1634), deutscher Politiker, Bürgermeister von Kassel
- Johann Beckmann (Ökonom) (1739–1811), deutscher Ökonom und Technikhistoriker
- Johann Beckmann (Maler) (1809–1882), deutscher Maler
- Johann Friedrich Wilhelm Beckmann (1809–1887), deutscher Unternehmensgründer
- Johann Gottlieb Beckmann (1700–1777), deutscher Forstmann
- Johann Philipp Beckmann (1752–1814), deutscher Jurist
- Johanna Beckmann (1868–1941), deutsche Künstlerin und Schriftstellerin
- Johannes Beckmann (Theologe) (1901–1971), deutscher Theologe und Kirchenhistoriker
- Johannes Beckmann (Theatermanager) (* 1975), deutscher Theatermanager
- Johannes Heinrich Beckmann (1802–1878), deutscher Geistlicher, Bischof von Osnabrück
- Johannes Hinrich Beckmann (1860–1848), deutscher Politiker (SPD), MdHB
- Jörn Beckmann (1934–2024), schwedischer Generalmajor
- Josef Beckmann (1900–1971), deutscher Politiker (CDU)
- Josef Hermann Beckmann (1902–1971), deutscher Bibliothekar
- Josef Philipp Beckmann (1791–1875), deutscher Textilunternehmer und Firmengründer
- Juan Francisco Beckmann Vidal (* 1940), mexikanischer Unternehmer und Milliardär
- Judith Beckmann (1935–2022), amerikanische Sängerin (Sopran)
- Jürgen Beckmann (* 1955), deutscher Psychologe

### K
- Kai Beckmann (* 1965), deutscher Manager
- Karl Beckmann (Maler) (1799–1859), deutscher Maler
- Karl Beckmann (Autor) (1882–nach 1958), deutscher Studienrat und Autor
- Karl Beckmann (Esperantist) (1906–1997), österreichischer Esperantist
- Karl Ludwig Beckmann (1845–1898), deutscher Apotheker und Botaniker, siehe Carl Ludwig Beckmann
- Kathinka Beckmann (* 1974), deutsche Sozialpädagogin und Hochschullehrerin
- Klaus Beckmann (Musikwissenschaftler) (* 1935), deutscher Musikwissenschaftler und Organist
- Klaus Beckmann (Politiker) (1944–1994), deutscher Politiker (FDP)
- Klaus Beckmann (Wirtschaftswissenschaftler) (* 1965), deutscher Finanzwissenschaftler
- Klaus J. Beckmann (* 1948), deutscher Stadt- und Verkehrsplaner
- Keebet von Benda-Beckmann (1946–2022), niederländische Rechtsethnologin
- Konrad Beckmann (1846–1902), deutscher Maler und Illustrator, siehe Conrad Beckmann (Maler)
- Konrad Beckmann (Architekt) (* 1921), deutscher Architekt
- Kurt Beckmann (Mediziner) (1891–1956), deutscher Internist und Hochschullehrer
- Kurt Beckmann (* 1984), deutscher Bodybuilder, siehe Marco Majewski

### L
- Lara Beckmann (* 1986), deutsche Schauspielerin
- Liesel Beckmann (1914–1965), deutsche Betriebswirtin
- Lina Beckmann (* 1981), deutsche Schauspielerin
- Lucas Beckmann (1571–1624), deutscher Rechtswissenschaftler
- Ludwig Beckmann (1822–1902), deutscher Maler
- Lukas Beckmann (* 1950), deutscher Politiker (Bündnis 90/Die Grünen)

### M
- Maja Beckmann (* 1977), deutsche Schauspielerin
- Manfred Beckmann (* 1957), deutscher Fechter
- Mani Beckmann (* 1965), deutscher Schriftsteller
- Marco Beckmann (* 1978), deutscher Investor und Filmproduzent
- Marius Beckmann (* 1993), deutscher Organist
- Martin Beckmann (Sprinter) (1885–1944), deutscher Sprinter
- Martin Beckmann (* 1977), deutscher Langstreckenläufer
- Martin J. Beckmann (1924–2017), deutscher Wirtschaftswissenschaftler
- Mathilde Beckmann (1904–1986), deutsche Sängerin
- Mathilde Beckmann-Ramm, Ehename von Mathilde Ramm (1856–1877), deutsche Schauspielerin
- Matthias Beckmann (Zeichner) (* 1965), deutscher Zeichner und Grafiker
- Matthias Beckmann (Musiker) (* 1984), deutscher Jazz-Musiker
- Matthias Michael Beckmann (* 1966), deutscher Cellist
- Matthias W. Beckmann (* 1960), deutscher Mediziner
- Max Beckmann (1884–1950), deutscher Maler, Grafiker, Bildhauer, Autor und Hochschullehrer
- Max Karl Gottlob Beckmann (1853–1930), deutscher Generalleutnant
- Michael Beckmann (* 1961), deutscher Filmkomponist
- Mikael Beckmann (* 1967), deutscher Turner
- Mike Beckmann (* 1967), deutscher Kunstturner
- Mikkel Beckmann (* 1983), dänischer Fußballspieler
- Minna Beckmann-Tube (1881–1964), deutsche Malerin und Sängerin

### N
- Nicolaus Beckmann (Jurist) (1634–1689), deutscher Jurist
- Nicolaus Beckmann (Wasserbauingenieur) (1743–1786), deutscher Wasserbauingenieur

### O
- Otto Beckmann (Theologe) (ca. 1476–1540), deutscher Theologe, Pfarrer und Humanist
- Otto Beckmann (Mediziner) (Otto Karl Hermann Beckmann; 1832–1860), deutscher Mediziner, Professor für pathologische Anatomie in Göttingen
- Otto Beckmann (Bildhauer, I) (1883–1943), deutscher Bildhauer in Tilsit/Ostpreußen
- Otto Beckmann (Bildhauer) (1908–1997), österreichischer Bildhauer und Medienkünstler
- Otto Beckmann (Maler) (* 1945), deutscher Maler, Zeichner und Graphiker
- Otto Beckmann (Schauspieler) (* 1974), österreichischer Schauspieler
- Otto-Georg Beckmann (1879–1967), deutscher Schiffbauingenieur und Unternehmer in Cuxhaven

### P
- Paul Beckmann (1881–1963), deutscher Unternehmer
- Paul Beckmann (Heimatforscher) (1888–1962), deutscher Lehrer und Heimatforscher
- Paul Beckmann, eigentlicher Name von Paul Bedra (1912–1998), deutscher Maler, Bildhauer und Druckgrafiker
- Peter Beckmann (Mediziner) (1908–1990), deutscher Kardiologe, Gerontologe und Kunstsachverständiger
- Peter Beckmann (Physiker) (1931–2023), deutscher Physiker
- Pia Beckmann (* 1963), deutsche Politikerin (CSU) und ehemalige Oberbürgermeisterin von Würzburg

### R
- Rainer Beckmann (Politiker, 1941) (* 1941), deutscher Politiker (CDU), MdL Niedersachsen
- Rainer Beckmann (Politiker, 1948) (* 1948), deutscher Politiker (SPD), MdL Mecklenburg-Vorpommern
- Rainer Beckmann (Jurist) (* 1961), deutscher Jurist und Richter
- Ralf Beckmann (* 1946), deutscher Schwimmer und Schwimmtrainer
- Raphael Beckmann (* 1957/1958), deutscher Sportfunktionär
- Reinhold Beckmann (* 1956), deutscher Fernsehmoderator
- Robert Beckmann (Mediziner) (1919–2002), deutscher Kinderarzt
- Robert Beckmann (Musiker) (* 1968), deutscher Musiker und Musikproduzent
- Roland Beckmann (Biochemiker) (* 1965), deutscher Biochemiker und Hochschullehrer
- Roland Michael Beckmann (* 1961), deutscher Rechtswissenschaftler und Hochschullehrer
- Rudolf Beckmann (1903–1992), deutscher Industrieller und Politiker
- Rudolf Beckmann (SS-Mitglied) (1910–1943), deutscher SS-Oberscharführer
- Ruth Beckmann (* 1925), deutsche Politikerin (CDU), MdL Hessen

### S
- Sarah Beckmann (* 1980), deutsche Sportjournalistin und Moderatorin, siehe Sarah von Behren
- Sina Beckmann (* 1981), deutsche Politikerin (Bündnis 90/Die Grünen)

### T
- Theo Beckmann (* 1921), deutscher Maler
- Theodor Beckmann (* 1949), deutscher Heimatforscher
- Thomas Beckmann (1957–2022), deutscher Cellist
- Thomas Beckmann (Politiker) (* 1961), deutscher Politiker (FDP)

### U
- Udo Beckmann (* 1952), deutscher Gewerkschafter
- Uwe Beckmann (1941–2019), deutscher Maler und Grafiker

### V
- Volker Beckmann (* 1964), deutscher Ökonom und Hochschullehrer

### W
- Walter Beckmann (* 1925), deutscher Fußballspieler
- Werner Beckmann (* 1951), deutscher Germanist und Sprachwissenschaftler
- Wilhelm Beckmann (Maler) (1852–1942), deutscher Maler
- Wilhelm Beckmann (Politiker, 1865) (1865–1924), deutscher Politiker
- Wilhelm Beckmann (Gewerkschafter) (1872–nach 1924), deutscher Gewerkschafter
- Wilhelm Beckmann (Politiker, 1883) (1883–1909), deutscher Politiker und MdPl Westfalen
- Wilhelm Ernst Beckmann (1909–1965), Sozialdemokrat und Holzbildhauer in Hamburg, Dänemark und Island
- Wolfgang Beckmann (1924–1997), deutscher Maler